# Maquis de la Soureilhade
Le maquis de la Soureilhade ou maquis d'Ardailles est un groupe de résistants français pendant la Seconde Guerre mondiale. Il était situé dans les Cévennes, à Ardailles (ou Ardaillers), commune de Valleraugue dans le Gard.

## Histoire

### Le début
De 1941 à 1942, le pasteur Laurent Olivès commence à camoufler toutes sortes de personnes poursuivies par la police de Vichy dans les fermes de fidèles de sa paroisse.
En 1942, l'instauration du STO accélère l'arrivée de jeunes clandestins qui seront répartis dans les familles et aideront aux travaux des champs.
En octobre 1943, Jean Faucon et Jacques Poujol s'installent à Ardaillès Mas-de-l'église et préparent avec le pasteur Olivès l'ouverture d'une école des cadres du maquis qui verra le jour en janvier 1944 au mas Gibert à Ardaillès.

### L'attaque d'Ardaillès
Il est un peu moins de 10h du matin ce mardi 29 février 1944 quand une patrouille allemande débarque en side car et scrute le village aux jumelles pendant une minute. Ce jour-là il y a entre 25 et 30 maquisards à Ardaillès. Quelques instants plus tard, une colonne motorisée en ordre de combat approche du village, c'est un total de 47 véhicules transportant 350 officiers de la Panzerdivision S.S. Hohenstaufen. Les Allemands fouillent, pillent le village et interrogent les habitants sur le maquis et les maquisards.
Ils repartiront aux alentours de 14h sans informations sur les maquisards mais un lourd bilan pour le village :
- le pillage du village ;
- la mort par balle d'un habitant (Émile Nadal) ;
- le rapt de six otages :
  - Émile Eckhardt,
  - Hénoc Nadal,
  - Louis Carle,
  - Désir Jeanjean,
  - Fernand Nadal,
  - Joël Nadal.

Les six otages seront interrogés par la Gestapo, étrangement deux d'entre eux (Fernand et Joël Nadal) seront libérés alors que les autres seront pendus en trois endroits de la ville de Nîmes.
À la suite de cette attaque, le Maquis se divisera en quatre réduits afin d'agir plus discrètement.

### Le rassemblement
Le 12 juillet 1944, les 178 maquisards d'Ardaillès et les 207 du maquis de Lasalle fusionnent pour créer le maquis Aigoual-Cévennes.

## Monuments
- Plaque commémorative située sur la bâtisse "la Soureilhade" qui a servi d'école de cadres, brulée le 29 février 1944 par les Allemands ;
- plaque commémorative située sur une fontaine à proximité de l'ancienne école d'Ardaillès.